# یواس‌اس پیپر (اس‌اس-۴۰۹)
یواس‌اس پیپر (اس‌اس-۴۰۹) (به انگلیسی: USS Piper (SS-409)) یک زیردریایی بود که طول آن ۳۱۱ فوت ۸ اینچ (۹۵٫۰۰ متر) بود. این زیردریایی در سال ۱۹۴۴ ساخته شد.